# Absolut (perfumiarstwo)
Absolut, olejek absolutny – olejek eteryczny zawierający niemal wyłącznie lotne związki wonne, otrzymywany ze stałych lub półstałych substancji zapachowych, które są mieszaninami licznych związków o różnej lotności, wonnych i bezwonnych (balast). Absoluty są wyodrębniane w procesie wykorzystującym operacje ekstrakcji, wymrażania i destylacji.
Surowcami dla produkcji absolutu są:
- konkrety – produkty ekstrakcji olejków z roślin oleistych, wykonywanej metodami ekstrakcji rozpuszczalnikami lotnymi, enfleurage lub maceracji[2],
- rezynoidy[a] – produkty ekstrakcji związków zapachowych z żywic aromatycznych (np. mirra, olibanum, styraks, balsam peruwiański)[b] lub stałych substancji zapachowych pochodzenia zwierzęcego (ambra, piżmo, cywet, kastoreum)[1][3][4].

Związki nielotne i bezwonne zawarte w konkretach i rezynoidach (balast) oddziela się od absolutu w procesie, który polega na:
1. kolejnej ekstrakcji z użyciem odpowiednio dobranego rozpuszczalnika (zwykle w temperaturze podwyższonej),
2. oddzieleniu części nierozpuszczalnych np. tłuszczów i wosków (po ochłodzeniu zawartości ekstraktora),
3. oddestylowaniu rozpuszczalnika z roztworu[2][4].

Kwiatowe olejki absolutne o najwyższej jakości otrzymuje się z tłuszczu (fr. pommade lub corps prèpare), stosowanego w metodzie enfleurage. Jest on, po nasycaniu uwalnianymi z kwiatów związkami zapachowymi, stapiany w możliwie jak najniższej temperaturze. Stopioną „pomadę” przesącza się przez muślin i umieszcza w cylindrycznym zbiorniku z mieszadłem. Proces ekstrakcji jest prowadzony w temperaturze pokojowej lub podwyższonej do 45–60 °C, zwykle etapowo. W kolejnych etapach procesu trójetapowego stosuje się np.:
1. potrójną objętość alkoholu w stosunku do pomady,
2. podwójną objętość alkoholu,
3. równe objętości alkoholu i pomady.

Połączone ekstrakty ze wszystkich etapów oziębia się do temperatury od −12 °C do −15 °C. Wydzielające się woski i tłuszcze są oddzielane, a z alkoholowego roztworu odparowuje się rozpuszczalnik pod zmniejszonym ciśnieniem. Pozostałość po destylacji nosi nazwę absolutes d’enfleurage (essence absolute).
Z 1 ha jaśminowej plantacji zbiera się kwiaty, z których można pozyskać do 3 kg konkretu, a z niego ok. 0,5 g olejku (ok. 12 kropli). Absolut jaśminowy stanowił w połowie XX w. do 10% kompozycji perfumiarskich, współcześnie ten udział nie przekracza 1–2%.